# A Barbanza
O Barbanza est une comarque  de la province de La Corogne en Galice (Espagne). Le chef-lieu de la comarque est la commune de Ribeira.

## Municipios de la comarque
La comarque est composée de quatre municipios (municipalités ou cantons) : 
- Boiro
- A Pobra do Caramiñal
- Rianxo
- Ribeira